# كفر عقيد
كفر عقيد قرية سورية تتبع ناحية مركز مصياف في منطقة مصياف في محافظة حماة. بلغ عدد سكانها 1,373 نسمة في عام 2004 حسب إحصاء المكتب المركزي للإحصاء. أقيمت على أنقاض قرية قديمة.